# 亞美尼亞裔美國人
亚美尼亚裔美国人是指完全或部分具有亚美尼亚血统的美国公民或居民。他们构成了亚美尼亚人在亞美尼亞以外的第二大族群，仅次于俄罗斯的亚美尼亚人。亚美尼亚人移民美国的第一个大潮发生在19世纪末和20世纪初。成千上万的亚美尼亚人在發生於19世纪90年代中期的哈米德大屠殺、1909年的阿達納屠殺和1915-1918年亚美尼亚种族灭绝之后前往美国定居。自20世纪50年代以来，由于中东地区的不稳定，许多来自中东的亚美尼亚人（特别是来自黎巴嫩、叙利亚、伊朗、伊拉克、埃及和土耳其）移民到美国。由于社会经济和政治原因，移民浪潮在1980年代末加速发展，并在1991年苏联解体后继续存在。
2017年美国社區调查估计，485,970名美国人拥有全部或部分亚美尼亚血统。而實際上人口可能更多。亚美尼亚血统的美国人主要集中居住在大洛杉矶地区，在2000年的人口普查中，有166,498名居住在大洛杉矶地区的居民自称是亚美尼亚人，占当时美国385,488名亞美尼亞裔的40%以上。大洛杉矶地区的格倫代爾被认为是美国亚美尼亚人的活動中心。2020年納戈爾諾-卡拉巴赫戰爭后，一些亚美尼亚裔美国人选择回到亚美尼亚定居。